# Connor Swindells
Connor Swindells, né le 19 septembre 1996 à Lewes (Sussex de l'Est), est un acteur et mannequin britannique, révélé par le rôle d'Adam Groff dans Sex Education.

## Biographie

### Débuts
Connor Ryan Swindells commence sa carrière d'acteur en 2015. Incité par un ami[réf. nécessaire] à passer une audition, il obtient le rôle principal dans une production locale[pas clair]. Il y est ensuite engagé pour deux autres rôles. 
À l'issue de son troisième contrat, il entre dans une agence artistique.

### Carrière

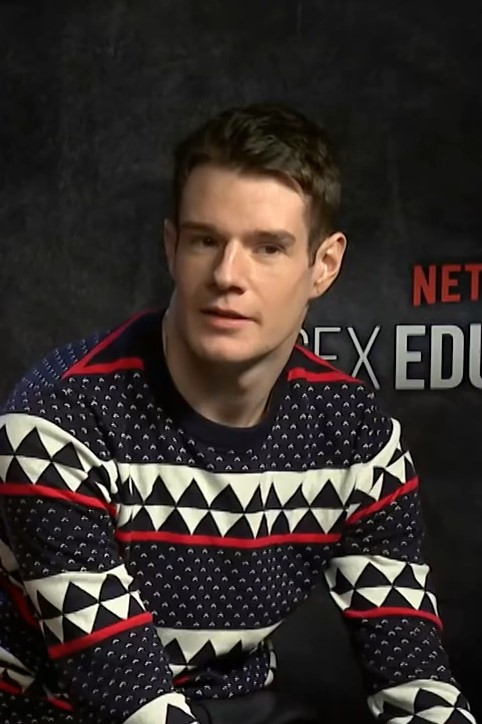
Connor Swindells au MTV International en 2019.

En 2017, Connor Swindells est invité dans un épisode de la série Les Filles de joie, où il joue le rôle de Mostyn[pas clair]. Il apparaît également dans un épisode de Jamestown, diffusée sur Sky one.
La même année, il remplace Joe Alwyn pour le rôle de Donald dans le thriller psychologique Keepers, réalisé par Kristoffer Nyholm , dont le tournage commence en avril 2017 et qui sort le 4 janvier 2019.
En 2018, il joue dans le film dramatique VS, d'Ed Lilly.
Entre 2019 et 2023, il apparaît aux côtés d'Asa Butterfield et Gillian Anderson dans la série Sex Education, diffusée sur Netflix.
À partir de 2022, Swindells interprète David Stirling, rôle principal de la série dramatique historique britannique Rogue Heroes.
En 2021, il obtient un rôle dans la série Vigil aux côtés de Suranne Jones.

### Vie privée
Connor Swindells a été en couple de 2019 à 2021 avec Aimee Lou Wood, sa partenaire dans Sex Education.
Il s'est marié en octobre 2024 avec sa compagne, l'actrice et mannequin Amber Anderson.

## Filmographie

### Cinéma
- 2018 : VS. d'Ed Lilly : Adam
- 2018 : Keepers (The Vanishing) de Kristoffer Nyholm : Donald McArthur
- 2020 : Emma. d'Autumn de Wilde : Robert Martin
- 2023 : Barbie de Greta Gerwig : Aaron Dinkins
- 2024 : Scoop de Philip Martin : Jae Donnelly

### Télévision

#### Séries télévisées
- 2017 : Jamestown : Fletcher
- 2019 - 2023 : Sex Education : Adam Groff
- 2021 : Vigil : Lieutenant Simon Hadlow
- 2022 : Rogue Heroes : David Stirling
- 2024 : Les aventures imaginaires de Dick Turpin : Tommy Silverside (saison 1, épisode 5)

## Distinction

### Récompense
- 2017 : Screen International : Stars de demain[5]